# Георги Гърчев
Георги Иванов Гърчев е български военен и революционер, войвода на Вътрешната македоно-одринска революционна организация.

## Биография
Гърчев е роден в 1885 година в град Кратово, тогава в Османската империя, днес в Северна Македония. През 1908 година е четник в четата на Стоян Мишев. В 1911 година завършва Школа за запасни офицери и получава чин подпоручик. Присъединява се към ВМОРО и след убийството на Мирчо Атанасов в 1911 година става велешки войвода на организацията и дава сражения на сръбските чети. Убит е от спахии през януари 1912 година между селата Чичево и Подлес.